# FORTE
FORTE (Fast On-orbit Recording of Transient Events) es un satélite artificial de la USAF lanzado el 29 de agosto de 1997 mediante un cohete Pegasus desde la base aérea de Vandenberg. Tiene como objetivo la detección de estallidos de radiofrecuencia cerca de la superficie de la Tierra como medio de detectar pruebas pruebas nucleares y vigilar el cumplimiento de los tratados de no proliferación nuclear. Incidentalmente también se utiliza para el estudio de las tormentas eléctricas desde el espacio.
La estructura del satélite está hecha de grafito-epoxy, con un peso de sólo 41 kg. Porta una antena desplegable de 10 metros de largo.